# Statuto della Virginia per la libertà religiosa

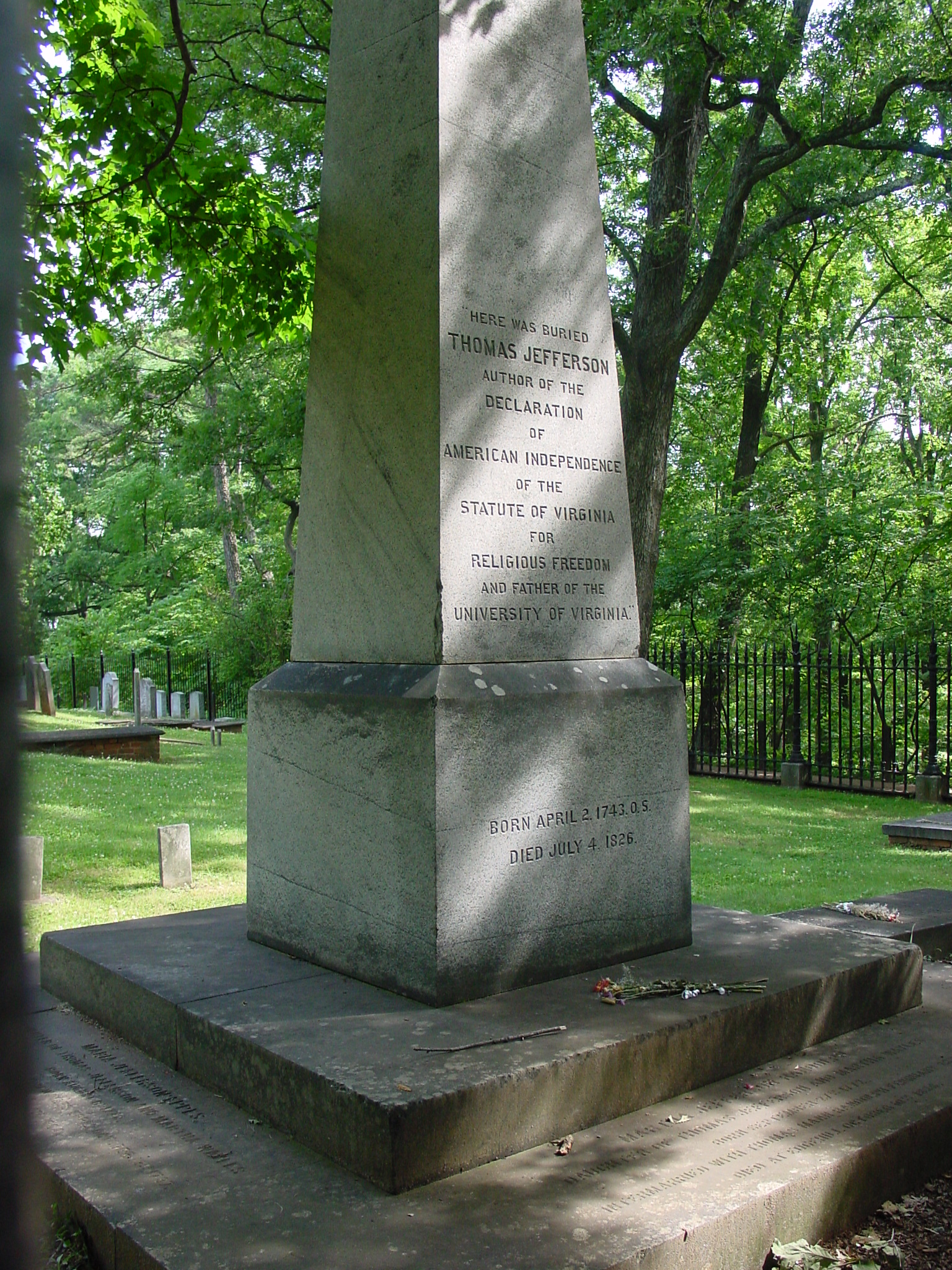
Tomba di Thomas Jefferson: l'iscrizione, come da lui voluto, recita Qui giace Thomas Jefferson, autore della Dichiarazione d'indipendenza degli Stati Uniti d'America, dello Statuto della Virginia per la libertà religiosa e padre dell'Università della Virginia.

Lo Statuto della Virginia per la libertà religiosa fu redatto nel 1777 da Thomas Jefferson a Fredericksburg, in Virginia, e presentato all'Assemblea Generale della Virginia a Richmond nel 1779. Il 16 gennaio 1786, l'Assemblea promulgò lo statuto come legge dello stato. Lo statuto abolì la Chiesa d'Inghilterra in Virginia e garantì la libertà di religione alle persone di tutte le fedi religiose, compresi cristiani di tutte le confessioni, ebrei, musulmani e indù. Lo statuto fu un notevole precursore della Establishment Clause e della Free Exercise Clause del I emendamento della Costituzione degli Stati Uniti d'America.
Lo Statuto per la libertà religiosa è uno dei soli tre risultati che Jefferson richiese di inserire nel suo epitaffio.

## Antefatti
Redatto nel 1777 e presentato per la prima volta nel 1779, lo statuto di Jefferson fu ignorato a più riprese dall'Assemblea della Virginia  finché Patrick Henry non propose una legge intitolata "A Bill Establishing a Provision for Teachers of the Christian Religion" nel 1784. James Madison e altri guidarono l'opposizione al disegno di legge di Henry  che culminò con ilMemorial and Remonstrance against Religious Assessments, pubblicato il 20 giugno 1785. Come osservato dalla Biblioteca del Congresso, "Madison rianimò lo statuto di Jefferson come alternativa al disegno di legge generale di valutazione di Henry e lo guidò all'approvazione nell'Assemblea della Virginia nel gennaio 1786."

## Contenuto
Whereas, Almighty God hath created the mind free;
That all attempts to influence it by temporal punishments or burthens, or by civil incapacitations tend only to beget habits of hypocrisy and meanness, and therefore are a departure from the plan of the holy author of our religion, who being Lord, both of body and mind yet chose not to propagate it by coercions on either, as was in his Almighty power to do,
That the impious presumption of legislators and rulers, civil as well as ecclesiastical, who, being themselves but fallible and uninspired men have assumed dominion over the faith of others, setting up their own opinions and modes of thinking as the only true and infallible, and as such endeavouring to impose them on others, hath established and maintained false religions over the greatest part of the world and through all time;
That to compel a man to furnish contributions of money for the propagation of opinions, which he disbelieves is sinful and tyrannical;
That even the forcing him to support this or that teacher of his own religious persuasion is depriving him of the comfortable liberty of giving his contributions to the particular pastor, whose morals he would make his pattern, and whose powers he feels most persuasive to righteousness, and is withdrawing from the Ministry those temporary rewards, which, proceeding from an approbation of their personal conduct are an additional incitement to earnest and unremitting labours for the instruction of mankind;
That our civil rights have no dependence on our religious opinions any more than our opinions in physics or geometry,
That therefore the proscribing any citizen as unworthy the public confidence, by laying upon him an incapacity of being called to offices of trust and emolument, unless he profess or renounce this or that religious opinion, is depriving him injuriously of those privileges and advantages, to which, in common with his fellow citizens, he has a natural right,
That it tends only to corrupt the principles of that very Religion it is meant to encourage, by bribing with a monopoly of worldly honours and emoluments those who will externally profess and conform to it;
That though indeed, these are criminal who do not withstand such temptation, yet neither are those innocent who lay the bait in their way;
That to suffer the civil magistrate to intrude his powers into the field of opinion and to restrain the profession or propagation of principles on supposition of their ill tendency is a dangerous fallacy which at once destroys all religious liberty because he being of course judge of that tendency will make his opinions the rule of judgment and approve or condemn the sentiments of others only as they shall square with or differ from his own;
That it is time enough for the rightful purposes of civil government, for its officers to interfere when principles break out into overt acts against peace and good order;
And finally, that Truth is great, and will prevail if left to herself, that she is the proper and sufficient antagonist to error, and has nothing to fear from the conflict, unless by human interposition disarmed of her natural weapons free argument and debate, errors ceasing to be dangerous when it is permitted freely to contradict them:
Be it enacted by General Assembly that no man shall be compelled to frequent or support any religious worship, place, or ministry whatsoever, nor shall be enforced, restrained, molested, or burthened in his body or goods, nor shall otherwise suffer on account of his religious opinions or belief, but that all men shall be free to profess, and by argument to maintain, their opinions in matters of Religion, and that the same shall in no wise diminish, enlarge or affect their civil capacities. And though we well know that this Assembly elected by the people for the ordinary purposes of Legislation only, have no power to restrain the acts of succeeding Assemblies constituted with powers equal to our own, and that therefore to declare this act irrevocable would be of no effect in law; yet we are free to declare, and do declare that the rights hereby asserted, are of the natural rights of mankind, and that if any act shall be hereafter passed to repeal the present or to narrow its operation, such act will be an infringement of natural right.»
Poiché l'Onnipotente Dio ha creato la mente libera;
Poiché ogni tentativo di influenzarla con punizioni temporali o tasse, o con incapacità civili, tende solo a generare abitudini di ipocrisia e meschinità, e quindi si allontana dal piano del santo autore della nostra religione, il quale, essendo Signore sia del corpo che della mente, scelse di non propagarla con coercizioni su nessuno dei due, come era in suo potere Onnipotente fare;
Poiché la presunzione empia di legislatori e governanti, sia civili che ecclesiastici, i quali, essendo essi stessi uomini fallibili e non ispirati, hanno assunto il dominio sulla fede degli altri, imponendo le proprie opinioni e modi di pensare come gli unici veri e infallibili, e come tali cercando di imporli agli altri, ha stabilito e mantenuto false religioni su gran parte del mondo e in tutti i tempi;
Poiché costringere un uomo a fornire contribuzioni di denaro per la propagazione di opinioni in cui non crede è peccato e tirannia;
Poiché persino costringerlo a sostenere questo o quel predicatore della propria confessione religiosa lo priva della piacevole libertà di dare i suoi contributi al particolare pastore di cui vorrebbe fare suo modello morale, e la cui parola sente più persuasiva per la rettitudine, e sta allontanando dal Ministero quelle ricompense temporanee che, procedendo da un'approvazione della loro condotta personale, sono un ulteriore incentivo a lavori seri e costanti per l'istruzione dell'umanità;
Poiché i nostri diritti civili non dipendono dalle nostre opinioni religiose più di quanto non lo facciano le nostre opinioni in fisica o geometria;
Poiché quindi proscrivere un cittadino come indegno della fiducia pubblica, imponendogli l'incapacità di essere chiamato a incarichi di fiducia e lucro, a meno che non professi o rinunci a questa o quella opinione religiosa, significa privarlo ingiuriosamente di quei privilegi e vantaggi a cui, in comune con i suoi concittadini, ha un diritto naturale;
Poiché ciò tende solo a corrompere i principi di quella stessa Religione che si intende incoraggiare, corrompendo con un monopolio di onori e prebende terreni coloro che la professano e vi si conformano esternamente;
Poiché, sebbene siano colpevoli coloro che non resistono a tale tentazione, tuttavia non sono innocenti nemmeno coloro che pongono loro l'esca sulla via;
Poiché permettere al magistrato civile di intromettersi con i suoi poteri nel campo dell'opinione e di limitare la professione o la propagazione di principi in base alla supposizione della loro cattiva tendenza è un pericoloso errore che distrugge in un colpo solo ogni libertà religiosa, perché egli, essendo naturalmente giudice di tale tendenza, farà delle sue opinioni la regola di giudizio e approverà o condannerà i sentimenti degli altri solo in base alla loro conformità o divergenza con i suoi;
Poiché è tempo sufficiente per i legittimi scopi del governo civile che i suoi funzionari intervengano quando i principi si manifestano in atti palesi contro la pace e il buon ordine;
E infine, poiché la Verità è grande e prevarrà se lasciata a se stessa, poiché è l'antagonista appropriata e sufficiente dell'errore, e non ha nulla da temere dal conflitto, a meno che non venga disarmata dall'intervento umano delle sue armi naturali, la libera argomentazione e il dibattito, gli errori cessano di essere pericolosi quando è permesso di contraddirli liberamente:
Si decreta dall'Assemblea Generale che nessun uomo sarà costretto a frequentare o sostenere alcun culto religioso, luogo o ministero, né sarà costretto, limitato, molestato o gravato nel suo corpo o nei suoi beni, né soffrirà in alcun altro modo a causa delle sue opinioni o convinzioni religiose, ma che tutti gli uomini saranno liberi di professare e, mediante argomentazione, sostenere le loro opinioni in materia di Religione, e che ciò non diminuirà, né amplierà né influenzerà in alcun modo le loro capacità civili. Sebbene siamo ben consapevoli che questa Assemblea, eletta dal popolo solo per i normali scopi legislativi, non abbia il potere di limitare gli atti di future Assemblee costituite con poteri uguali ai nostri, e che quindi dichiarare irrevocabile questo atto non avrebbe alcun effetto giuridico; tuttavia siamo liberi di dichiarare, e dichiariamo, che i diritti qui affermati sono diritti naturali dell'umanità, e che se in futuro verrà approvata una legge per abrogare la presente o per limitarne l'operatività, tale atto costituirà una violazione dei diritti naturali.»